# Dardo (vehículo blindado)
El vehículo de infantería mecanizada Dardo VCI es un blindado diseñado específicamente para el Ejército Italiano como un reemplazo de los M113 reacondicionados al estándar VCC. Fue diseñado y construido por el consorcio establecido entre Iveco Fiat y OTO Melara, con base en Roma. En esta alianza (joint-venture) Iveco es la responsable de la construcción del casco y de los sistemas de propulsión; y OTO Melara es el responsable de la fabricación de los sistemas de armas y del control de tiro de este modelo de blindado.
Fue desplegado en Afganistán, demostrando su capacidad y valía como blindado de apoyo a la infantería; hay en el momento sólo 200 blindados del modelo construidos y en servicio.

## Descripción
El VCI Dardo es un desarrollo de finales de los años noventa del siglo XX, concretamente el primer pedido se realizó en 1.998. Se trata de un desarrollo conjunto de IVECO y OTO MERALA para cumplir los requisitos del ejércto trasalpino.
Se trata de un blindado de combate de infantería preparado para trasportar a un pelotón de 6 soldados completamente equipados. Está armado para su misión con una torre con un cañón de 25 mm y ametralladora coaxial de 7,62 mm., dos lanzadores de misiles antitanque y otra ametralladora exterior.
Durante el desarrollo del IFV Dardo, participaron en la competición varias variantes de chasis y torres con diferentes cañones. El prototipo VCC-80 con torreta HITFIST montaba el cañón Bushmaster II de 30 mm. Los militares italianos prefirieron la versión más compacta de la torre con cañón de 25 mm.
Comenzó a llegar a las unidades al comienzo de los años 2000, debido a recursos económicos insuficientes. De hecho el problema fundamental de los escasos fondos fue querer continuar con el desarrollo simultáneo de vehículos como el C-MBT 1 Aries o B-1 Centauro. La falta de fondos hizo que el Dardo en su versión final no fuera capaz de hacer frente a las amenazas del campo de batalla porque estaba poco protegida, con un peso de combate de solo 24.000 kg. No tenía sentido invertir enormes recursos en el desarrollo y compra de un VCI ya obsoleto para enfrentar los escenarios de guerra existentes. Tratar de modernizarlo era igualmente caro. Por ello el número final de unidades fue escaso.
Cómo solución algunos militares propusieron usar una parte de los Leopard 1 retirados para construir vehículos de combate de infantería. Siguiendo el ejemplo de los israelíes querían adaptarlos para llevar infantería, mejorando la protección con la adición de blindaje compuesto y sistemas de defensa activos. Además se podría instalar una torre con un cañón de 30 mm. 

### Armamento
El Dardo VCI está armado con el Cañón Oerlikon KBA de calibre 25mm, automático; contando este con una cadencia de fuego de 600 disparos por minuto, y pudiendo disponer de 200 rondas en el compartimiento de munición situado en la torreta y listos para el fuego. Dos ametralladoras calibre 7,62 mm van instaladas en la torreta, una montada coaxialmente con el cañón principal. Cuenta con cinco troneras practicadas en la barcaza que permite a los soldados abrir fuego con sus rifles de dotación, dos a cada lado del casco y una en la parte trasera que le permiten a las tropas en el interior de usar sus armas personales.
El sistema de control de fuego es manufacturado por la firma Galileo Avionica en la torreta Hitfist y que le proporciona un control integrado de fuego que es capaz de medir la velocidad del objetivo y el alcance efectivo de la munición a usar. El comandante cuenta con seis periscopios integrados a su sistema de miras que le proporcionan una visión de 360 ° del campo de combate. La cúpula puede ir aún más equipada con sistemas de visión panorámica estabilizados. Además, el artillero dispone de un telémetro láser y una cámara termográfica para brindarle una mayor efectividad en su accionar. El puesto del comandante está equipado con un monitor que le muestra en una pantalla la misma imagen vista desde el sistema de visión nocturna del artillero.
Para hacer frente a blindados enemigos, dos  misiles Spike-LR antiblindados pueden ser instalados en ambos lados de la torreta con un alcance máximo de hasta 4 km.

### Autoprotección
El casco del Dardo VCI está construido de aleaciones de aluminio soldadas con añadiduras de blindaje espaciado entre placas de acero para una mayor protección. Sobre el arco frontal del vehículo se ha incrementado la protección frente a los proyectiles APDS 25 mm. El blindaje lateral brinda protección contra impactos de armas de hasta calibre 14,5 que le disparen incluso proyectiles API. Cuatro lanzagranadas pueden disparar solamente granadas de humo del calibre 80 mm, y se instalan a ambos lados de la torreta, para un total de ocho.

### Motorización

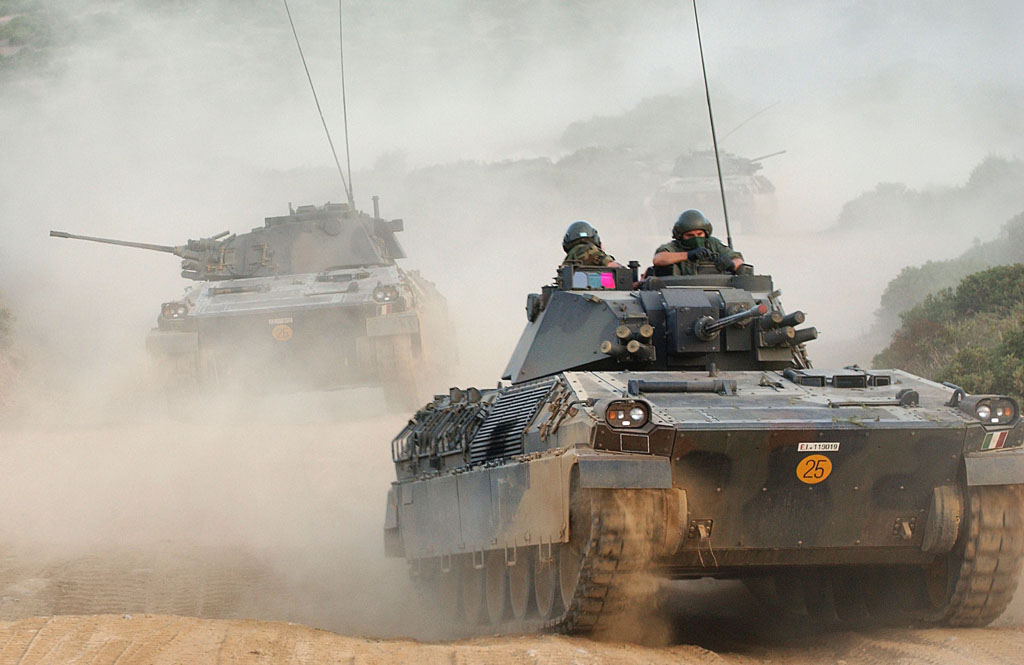
Varios Dardo VCI en maniobras

El Dardo está propulsado por un motor de seis cilindros en v (V6 turbo MCTA6V) hecho por la firma Iveco y refrigerado por agua, que otorga 512 CV (382,2 kW). Este va acoplado a una caja de marchas del tipo automática que se fabrica por Fiat Iveco bajo licencia de la misma caja diseñada por ZF Sachs para otros blindados. Los cambios de la transmisión son de cuatro marchas hacia adelante y dos marchas atrás, e incorpora el sistema de dirección y el retardador hidráulico en el mismo mecanismo.
El tren de rodaje consta de seis ruedas de doble revestimiento de goma en las orugas, y cuenta con tres rodillos de retorno en cada lado y orugas con conectores que permiten el cambio en combate. La suspensión consiste en un sistema compuesto de barras de torsión y amortiguadores hidráulicos en cada uno de los brazos de la suspensión. Aparte, cuenta con un sistema de frenos de disco en cada uno de los piñones de mando finales, que son controlados por un sistema integrado a la transmisión, que también proporciona ayuda extra en la frenada.
En conjunto, esto permite al blindado Dardo alcanzar velocidades de más de 70 km / h en carretera, y lograr una capacidad de maniobra frente a pendientes de más del 60%: además, es capaz de vadear aguas con profundidades de hasta 1,5 m sin preparación.

## Variantes futuras
Los Dardos actualmente en servicio en el ejército italiano están equipados con el sistema de armas integrados a la torreta "Hitfist VIF". El chasis está destinado a ser el modelo básico de una línea de vehículos blindados que puede incluir un carro portamortero de 120 mm, un vehículo de mando (C3I), varios modelos de ambulancias y vehículos de rescate,y un carro de combate ligero equipado con una torreta que monta un cañón de calibre 105 mm.

## Historial de combate
Varias brigadas italianas dotadas de Dardo VCI fueron desplegadas como parte de la contribución italiana a la Operación Libertad Iraquí en el 2004. Actualmente, 10 se encuentran asignados en Afganistán, para reforzar las agrupaciones tácticas italianas allí desplegadas. Además, algunas están en uso con el contingente de la UNIFIL italiana en el Líbano desde el 2004.

### Vehículos similares
- Marder
- Schützenpanzer Puma
- Lynx
- ZBD-97
- K-200/KIFV
 K-21 IFV
- AIFV
 M2/M3 Bradley
- /ASCOD Pizarro/ULAN
- AMX-10P
- TAM VCTP
- Namera
  Achzarit
- Tipo 89 VCI
- VCI Anders
- FV510 Warrior
- BMP-3
  BMP-T
- Bionix VCI
- CV90/CV9030/CV9040